# 容量結合プラズマ
容量結合プラズマ（ようりょうけつごうプラズマ、Capacitively Coupled Plasma、略称：CCP）は、産業プラズマの中で最も一般的な種類の1つである。基本的には、装置内で短距離に隔てられた2枚の金属極板によって構成されている。装置内の気圧は大気圧より低いか、大気圧と同程度の場合がある。

## 概要
典型的な容量結合プラズマ装置は、高周波電源（通常は13.56MHz）を利用している。2枚の極板の片方は高周波電源に繋がっており、もう片方はアースされている。原則的にこの構成が電気回路におけるコンデンサと同様であるとき、このように形成されたプラズマのことを容量結合プラズマと呼ぶ。
極板間で電場が発生したとき、原子はイオン化され、電子が放出される。電子は高周波電源の電場によって加速され、気体粒子との衝突によって二次電子を作り出し、直接的にまたは間接的に粒子をイオン化させる。電場が十分に強いとき、それは電子雪崩として知られている。電子雪崩が終わった後、気体は豊富な自由電子によって電気伝導性を持つようになる。しばしば気体中の励起された原子や分子によって光の放出を伴う。可視光が発生したとき、プラズマの発生は肉眼でさえ観測できる。
容量結合プラズマの変化は通常のコンデンサのように、片方の極板の隔離に関係がある。コンデンサは高周波電場による短絡回路のように見えるが、直流電場による開回路のようにも見える。電子はシース中の極板に衝突し、コンデンサがそれを地面に放出させないため、極板はすみやかに負に帯電する（自己バイアス）。そして、この極板がプラズマ中の交流電場に直流電場を作る。電子に比べて質量の大きいイオンは交流電場の早い変化に対応できないが、強くて継続的な直流電場はそれらを自己バイアスのかかった電極に加速させる。このようなエネルギーを持ったイオンは、自己バイアスを持った極板に基板を設置することによって、多くの微細構造プロセス（RIE等）に利用されている。
薄膜堆積（スパッタリングやPECVDを参照）やエッチングによる半導体加工産業に広く利用されている。